# Roland Jüngling
Roland Jüngling (* 19. Januar 1957 in Rostock) ist ein ehemaliger deutscher Fußballspieler. In der höchsten Spielklasse des DDR-Fußballs, der Oberliga, spielte er für den BFC Dynamo.

## Sportliche Laufbahn

### Gemeinschafts- und Clubstationen
Roland Jüngling begann 1966 mit dem Fußballspielen bei der SG Dynamo Schwerin. Innerhalb der Sportvereinigung Dynamo wurde der talentierte Kicker 1970 zum BFC Dynamo delegiert. Beim Fußballclub aus Ost-Berlin schaffte der Juniorenauswahlspieler auch den Sprung in die 1. Mannschaft, die in der Oberliga vertreten war.
In den Spielzeiten 1974/75 bis 1982/83, nach der er aus dem Erstligakader ausschied, absolvierte der 1,78 Meter große Mittelfeldspieler 119 Oberligaspiele, in denen er neun Tore schoss. Sein Debüt im ostdeutschen Oberhaus gab der noch 17-jährige Lehrling, der im Sommer 1975 offiziell aus dem Juniorenoberligateam in die 1. Männerelf übernommen wurde, am 5. Spieltag der Saison 1974/75. Bei der 0:2-Auswärtsniederlage bei der BSG Sachsenring Zwickau am 14. September 1974 wechselte ihn Dynamo-Trainer Harry Nippert eine Viertelstunde vor Schluss für Lutz Eigendorf ein.
Mit dem BFC gewann er von 1978/79 bis 1982/83 fünfmal in Folge die DDR-Meisterschaft. Im Europapokal lief der Maschinen- und Anlagenmonteur für die Ost-Berliner in elf Partien auf. Später war Jüngling für die SG Dynamo Lichtenberg aktiv.

### Auswahleinsätze
Der BFC-Akteur war im DDR-Trikot international am Ball. Mit der U-18-Auswahl des DFV nahm er 1974 und 1975 an den UEFA-Juniorenturnieren, den inoffiziellen Europameisterschaften dieser Altersklasse, teil. Sowohl 1974 in Schweden als auch 1975 in der Schweiz schied die DDR in der Vorrunde aus. 1973, als er zum jüngeren Jahrgang zählte, hatte er mit der DDR-U-18 bei den Jugendwettkämpfen der Freundschaft den 7. Platz belegt.
Im Anschluss wurde Jüngling auch in der ostdeutschen Nachwuchsnationalelf aufgeboten. Für die U-23 bestritt er im Frühjahr 1976 eine Partie. In der U-21 wurde er zwischen September 1975 und März 1978 zwölfmal eingesetzt.